# П'ятидесятник (посада)
П’ятидеся́тник  — посада командира підрозділу який налічував 50 осіб. Зокрема був присутнім у козацьких підрозділах. Відомий використанням у XVII столітті.
За рангом був вище ніж десятник, але нижче за сотника.

## Чугуївські козаки
Серед козаків засновника чугуївського козацтва гетьмана Якова Острянина (з 1638) згадуються п'ятидесятники Феодосій Дмитрієв, Петро Селея.

## Земське військо 1806—1807 років
Земське військо 1806—1807 років — тимчасове міліційне військове формування в Російській імперії, яке у 1806 році, під час Війни четвертої коаліції, скликає російський імператор  Олександр І. В земському війську була своя система посад, відмінна від армійської. П’ятидесятський керівник був нижче за урядом від сотського керівника. На плечах одностроїв п’ятидесятських і сотських керівників були відсутні еполети чи погони, на відміну від інших, більш високих посад.